# 陈之遴
陳之遴（1605年—1666年），字彥升，號素菴，浙江海寧縣人。明末清初政治人物，崇禎十年榜眼，官翰林院編修。明亡仕清，官至弘文院大學士。順治十五年，因南北黨爭，全家流放盛京尚陽堡。

## 生平
天啓四年（1624年）甲子科浙江鄉試三十一名舉人，崇禎十年（1637年），陳之遴中式丁丑科第一甲第二名进士（榜眼），授翰林院編修，十二年其父顺天巡抚陳祖苞因事下獄，仰藥死。陳之遴被牽連，革職問罪，永不敘用。十七年起补原官，本年升左中允，管理诰敕撰文。弘光元年（1645年）福建主考。
清順治二年（1645年）十二月降清，令赴京朝见。四年五月授秘書院侍讀學士，五年八月升禮部右侍郎兼侍讀學士，六年十月加都察院右都御史，照旧管事，八年三月升禮部尚書，八月加太子太保，順治九年（1652年）被授弘文院大學士，順治十年（1653年）被劾，調戶部尚書。順治十二年（1655年），復授弘文院大學士，加少保兼太子太保。
順治十三年（1656年）二月二十七日，順治帝獵於南苑，召集大臣，當眾指責之遴有黨；議革職永不敘用，以原官發送遼陽居住。不久召还。陳之遴常被言官所劾，順治帝念其效力多年，為其開脫：“既已擢用，位列大臣，不忍即行斥革……”。
順治十五年（1658年）身陷南北黨爭，因賄宦官吳良輔，“本當依擬正法，姑免死，著革職流徙，家產籍沒”，全家流放盛京，之遴病死盛京尚陽堡，次子、三子及幼子相繼離世。
顺治十年（1653年）陈之遴购得苏州拙政园，内有宝珠山茶花。夫人徐燦 (詞人)著有《拙政園詩集》、《拙政園詩餘》，亲家诗人吴梅村（吴伟业）作《咏拙政园山茶花》诗。

## 家族
陈之遴出身海寧陳氏望族，伯祖陳與郊官吏科給事中。祖父陳與相明朝時官至貴州左布政使，其父陳祖苞官至順天巡撫，伯父陳玄暉官至山東左參政。繼室徐燦是明末清初才女，與詩人吳偉業是親家。
- 正室：仁和沈氏。
- 繼室：徐燦。光祿丞蘇州徐桴之女，累封一品夫人。
- 側室：朱氏。
- 側室：徐氏。
- 長子：陳蒼永，沈氏出。
- 次子：陳堅永（1636－1662），徐氏出。出嗣弟陳之邁。
- 三子：陳容永（1637－1665），徐氏出。娶吳偉業次女。
- 四子：陳奮永（1638－1691），徐氏出。
- 五子：陳堪永（1639－1667），徐氏出。
- 長女，沈出，適州同湖州吳啟思。
- 次女，側室朱出，適兵馬司裘充琛。
- 三女，側室徐出，適操江朱衣助子庠生朱土彥。[7]

## 著作
陈之遴能诗，“其诗雄浑清壮”， “七律才情飙举，实过梅村”。

## 延伸阅读
[在维基数据编辑]
 《清史稿·卷245》，出自趙爾巽《清史稿》

| 官衔          | 官衔                                                                            | 官衔          |
| ------------- | ------------------------------------------------------------------------------- | ------------- |
| 前任： 劉餘祐 | 戶部漢尚書 順治十年二月甲寅－順治十二年二月庚辰 （1653年3月16日－1655年4月1日） | 繼任： 戴明說 |